# Alexandra (Hasmonäerin)

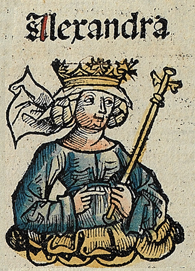
Alexandra (Hasmonäerin) aus der Nürnberger Chronik, veröffentlicht 1493

Alexandra († 29 v. Chr.) war eine Prinzessin aus der Dynastie der Hasmonäer. Sie ging in die Geschichte ein als unerbittliche Widersacherin von Herodes dem Großen. Sie war die Mutter von Mariamne I. und Aristobulos.

## Herkunft und Ehe
Alexandra, deren hebräischer Name (falls vorhanden) nicht überliefert ist, entstammte dem hasmonäischen Königshaus Judäas; ihre Großmutter war Königin Salome Alexandra, ihr Vater deren Sohn Johannes Hyrkanos II., zumeist schlicht Hyrkan II. genannt. Ihr Vater und dessen Bruder Aristobulos II. lagen in ständigem Streit um die Herrschaft. Zwischendurch erfolgten immer wieder nur kurz währende „Aussöhnungen“. Um einen dauerhaften Frieden herzustellen, wurde Alexandra mit ihrem Cousin Alexandros († 49 v. Chr.), Sohn des Aristobulus II., verheiratet; der Friedensplan scheiterte, die Ehe überdauerte.

## Aufstieg des Herodes
Bereits der Idumäer Antipater war in Judäa zu großer Macht gekommen. Nach dessen Ermordung (43 v. Chr.) erbten sein Sohn Herodes der Große und dessen Bruder Phasael die einflussreiche Position ihres Vaters und Herodes konnte 42 v. Chr. seine Verlobung mit Alexandras Tochter Mariamne erreichen. Durch diese Verbindung mit der Hasmonäerdynastie wollte er seine machtvolle, aber stark befehdete Stellung festigen. Er wurde von weiten Kreisen der jüdischen Bevölkerung gehasst und die Parther konnten ihn 40 v. Chr. bei ihrem Einfall in Syrien mit jüdischer Unterstützung stürzen. Phasael kam dabei ums Leben, während Herodes mit seinen Familienmitgliedern, darunter die ihm damals noch wohlgesinnte Alexandra und Mariamne, die Flucht nach Idumäa gelang. Seine Angehörigen ließ Herodes in der Festung Masada zurück und begab sich nach Rom, um die Unterstützung der Weltmacht zu erbitten. Die Triumvirn Octavian und Marcus Antonius ernannten ihn zum jüdischen König und leisteten ihm Militärhilfe gegen die Parther. So konnte Herodes 39 v. Chr. das belagerte Masada entsetzen, aber erst nach langwierigen weiteren Kämpfen den Krieg 37 v. Chr. mit der Einnahme Jerusalems siegreich beenden. Seine im gleichen Jahr erfolgte Hochzeit mit Mariamne sollte seine Herrscherposition bei den einflussreichen konservativ-jüdischen Kreisen stärken.

## Intrigen Alexandras gegen Herodes
Doch bewirkte die Ehe mit Mariamne nicht die vom jüdischen König gewünschte Aussöhnung mit seinen Gegnern und die Hasmonäer verloren endgültig die Macht. So hatte die Dynastie etwa früher die Hohepriester gestellt. Alexandra erhob daher im Herbst 37 v. Chr. Ansprüche für ihren erst etwa 16-jährigen Sohn Aristobulos auf diese Würde. Doch Herodes überging ihren Kandidaten und ernannte stattdessen den unbedeutenden babylonischen Juden Ananel zum Hohepriester. Die am Hofe des Idumäers weilende Alexandra, die ihre bessere Herkunft vor allem Herodes’ Mutter Kypros und seine Schwester Salome spüren ließ, war über die Zurücksetzung ihres Sohnes empört und wurde spätestens jetzt zur Feindin ihres Schwiegersohns. Sie beschwerte sich brieflich über Herodes’ Verhalten bei ihrer Freundin, der ägyptischen Königin Kleopatra VII. Diese war ihrerseits eine erbitterte Gegnerin des jüdischen Königs und sollte ihren Geliebten, den Triumvirn Antonius, den Forderungen Alexandras geneigt machen. Angeblich auf Rat des Quintus Dellius, der ein Freund von Antonius war und sich damals am Hof des Herodes befand, sandte Alexandra dem Triumvirn Bilder ihrer Kinder Mariamne und Aristobulos, die beide außerordentlich schön gewesen sein und die Sinneslust von Antonius hätten wecken sollen. Ihre Mutter habe mit einer allfälligen Liaison die Machtverhältnisse zu ihren Gunsten ändern zu können gehofft. Mariamne sei als Gemahlin des Herodes ausgeschieden, doch habe sich Antonius tatsächlich vom jugendlichen Aristobulos angetan gezeigt und ihn nach Alexandria zitiert. Herodes soll Antonius gegenüber die Verhinderung der Abreise des Knaben mit dem Hinweis auf dadurch mögliche Unruhen bei den Juden gerechtfertigt haben. Diese Geschichte ist als völlig unglaubwürdig zu verwerfen, da Alexandra kaum eine solche Verletzung des jüdischen Gesetzes begangen haben würde. Der Historiker Christoph Schäfer glaubt, dass Antonius sich Aristobulos schicken lassen wollte, um ein Druckmittel für ein mögliches späteres Eingreifen in Judäa in der Hand zu haben. Jedenfalls war Herodes die Situation zu gefährlich. Er behielt Aristobulos unter seiner Aufsicht, ernannte ihn aber nun doch statt Ananel zum Hohepriester (Anfang 36 v. Chr. oder Anfang 35 v. Chr.) und brachte so eine scheinbare Versöhnung mit Alexandra zustande.
Doch Alexandra blieb ihrem Schwiegersohn feindlich gesinnt und auch Herodes misstraute ihr nach wie vor, ließ sie am Hof unter Hausarrest stellen und scharf überwachen. Dennoch konnte Alexandra die ägyptische Königin informieren, dass sie wie eine Gefangene behandelt werde. Auf den Rat Kleopatras plante die Hasmonäerin mit ihrem Sohn eine Flucht zur Ptolemäerkönigin. Zu diesem Zweck wollte sie sich angeblich mit Aristobulos in Särgen versteckt bei Nacht hinaustragen lassen, sich dann zum Meer begeben und per Schiff nach Ägypten reisen. Durch Verrat über den Plan informiert, hinderte Herodes seine Schwiegermutter zwar an der Flucht, zog sie aber – angeblich aus Furcht vor Kleopatra – nicht weiter zur Verantwortung. Um aber einen Prätendenten loszuwerden, ließ er am Laubhüttenfest 36 oder 35 v. Chr. Aristobulos heimlich von Dienern ertränken.
Alexandra trauerte sehr um ihren Sohn und ließ sich durch Herodes Benehmen, als ob er am Tod des Knaben unschuldig sei, nicht täuschen. Sie wandte sich erneut brieflich an Kleopatra mit der Anklage, dass Herodes ihren Sohn ermordet habe. Die Ptolemäerkönigin leistete ihrer Freundin gern Unterstützung und beschwor Antonius, ein Exempel zu statuieren. Herodes musste sich 35 oder 34 v. Chr. wegen des Mordes vor Antonius in der syrischen Stadt Laodikeia verantworten, konnte seinen Kopf aber durch geschickte Verteidigung retten. Der Triumvir wollte seinen wichtigen Verbündeten nicht fallen lassen. Vor seiner Abfahrt zu Antonius hatte Herodes aber angeblich aus Liebe zu seiner Gattin seinem Schwager Joseph den Befehl erteilt, Mariamne für den Fall, dass ihn Antonius töten ließe, umzubringen; dies sei aber Alexandra und Mariamne verraten worden und die beiden Frauen hätten daraus auf Herodes’ grausame Gesinnung geschlossen und wären um ihr Leben besorgt gewesen. Diese Geschichte wird vom Historiker Walter Otto als Doublette verworfen, von Christoph Schäfer aber im Kern für wahr gehalten; der Todesbefehl sei Alexandra und Mariamne absichtlich verraten worden, um hasmonäische Anhänger von Unruhen abzuhalten.
Als nach dem Sieg Octavians über Antonius und Kleopatra in der Schlacht bei Actium Herodes seine Herrschaft wegen seiner Freundschaft mit Antonius sehr gefährdet sah, wechselte er rasch die Seiten und beschloss dem Sieger in Rhodos seine Aufwartung zu machen. Vor dem Aufbruch ließ er den alten Vater Alexandras, Hyrkanos, hinrichten (Anfang 30 v. Chr.). Laut der Darstellung in seinen Memoiren gab Herodes als Grund für das Todesurteil an, dass Alexandra einen Umsturz geplant und auf ihr Drängen hin Hyrkanos sich heimlich mit den Feinden Judäas, den Nabatäern, in Verbindung gesetzt habe. Diese Darstellung wird in einer zweiten beim jüdischen Historiker Flavius Josephus vorliegenden Version bestritten und Herodes des ungerechten Mordes an Hyrkanos beschuldigt. Wahrscheinlich wollte der jüdische König verhindern, dass sich seine Gegner während seiner Abwesenheit des Greises als Legitimation für eine Rebellion bedienten. Hyrkanos wurde also wohl der Staatsräson geopfert und die Beschuldigungen gegen ihn von Herodes erfunden. Die der Alexandra zugeschriebene bedeutende Rolle der Aufstachelung ihres Vaters gegen Herodes ist außerdem schon deshalb unwahrscheinlich, weil ihr damals noch nichts geschah.
Nach Hyrkanos’ Hinrichtung ließ Herodes Alexandra und Mariamne in der Festung Alexandreion unter Bewachung zurück, mit dem Befehl, beide Frauen zu töten, wenn ihm etwas geschähe. Offenbar fürchtete er sich vor möglichen Umtrieben der beiden Hasmonäerinnen während seiner Abwesenheit. Herodes begab sich daraufhin zu Octavian, der ihn begnadigte und in der Herrschaft über Judäa bestätigte. Unterdessen hatte aber der Festungskommandant Sohaemas Alexandra und Mariamne den Mordbefehl des Herodes im Fall seiner Nichtwiederkehr verraten. Dementsprechend entfremdete sich Mariamne nun endgültig ihrem Gatten Herodes.
Salome hetzte ihren Bruder Herodes nach seiner Rückkehr aber weiter gegen seine ihn nun offen abweisend behandelnde Gattin auf, gegen die sie nach Kräften intrigierte. Sie erreichte schließlich Mariamnes Hinrichtung (29 v. Chr.). Alexandra aber, die um ihr Leben fürchtete, distanzierte sich von ihrer Tochter, tat, als glaubte sie an deren Schuld und bezeichnete deren Exekution als gerecht. So konnte sie sich vorläufig retten.

## Tod
Nach Mariamnes Tod trauerte Herodes so sehr um seine Gattin, dass er sich in die Wüste zurückzog, wo er ernsthaft erkrankte. Alexandra machte sich Herodes’ Abwesenheit und Krankheit zunutze und versuchte, sich der beiden Jerusalem beherrschenden Zitadellen zu bemächtigen, um im Fall von Herodes’ Ableben die Macht ergreifen zu können. Doch ihr Vorwand, diesen Schritt nur aus Sorge um die Sicherheit und Rechte ihrer Enkel zu unternehmen, glaubten die Burgkommandanten nicht, sondern informierten den König. Dieser ließ Alexandra sofort hinrichten (Ende 29 oder Anfang 28 v. Chr.). Sie starb als letzte bedeutende Hasmonäerin.